# Morphine (canción)
«Morphine» (en español: Morfina) es una canción de Michael Jackson lanzada en su álbum de remezclas Blood on the Dance Floor: HIStory in the Mix en 1997 por el sello Epic Records. Jackson fue el arreglista, incluso se encargó de los arreglos clásicos, orquestales y vocales. Es la segunda pista en el álbum y nunca se interpretó en vivo.
Aquí, envuelto en un Rock súper áspero, Jackson describe una dependencia específica del mundo real. El giro en medio de la canción entre rígido y suave expresa el estado de ánimo, y esa necesidad de olvido.
La letra de la canción está sembrada de referencias a esta droga, legal, y al Demerol, al que supuestamente Jackson era adicto. (supuestamente, pues como sabemos, él estaba en contra del uso de drogas y no hay evidencias que verifiquen su adicción)
El álbum contiene 13 canciones de las cuales 8 fueron recopiladas en su anterior álbum HIStory: Past, Present and Future, Book I. "Morphine" era uno de los temas nuevos, junto con otras cuatro, entre las que se encontraba el sencillo Ghosts.

## Historia
Morphine se le ocurrió a Michael en diciembre de 1993 durante la época en que Jackson fue ingresado en una clínica de rehabilitación para curar la adicción a las drogas. El cantante se había convertido en dependiente de los medicamentos después de ser acusado de abuso sexual en 1993, lo que causó una gran cantidad de estrés, debido a que su vida había cambiado por completo. Durante este tiempo tuvo que sobrellevar la gira Dangerous World Tour hacia adelante, muchas veces para realizar los espectáculos él tomaba cantidades absurdas de remedios. Todavía tenía que lidiar con el insomnio y pérdida de peso excesiva. No se sabe a ciencia cierta lo que llevó a Jackson a tomar Demerol, pero durante ese tiempo se rompió la pierna y tal vez se le haya solicitado el fármaco para luchar contra el dolor. Pero en el futuro, parece, que se enganchó y constantemente tomó morfina. Su mejor amiga, Elizabeth Taylor solía tomarla regularmente para los dolores de cabeza lo que puede haber influido en él. La adicción de Jackson se informó en los documentos presentados en la corte. En 1996 MJ empezó a trabajar en morphine para su nuevo álbum. Cuando se lanzó en 1997 en el álbum Blood on the Dance Floor: HIStory in the Mix, al parecer, Jackson fue curado de la adicción, pues en el cuadernillo del álbum hay una dedicación a Elton John, agradeciendo su apoyo para dejar el hábito.

## Letra
La canción llamó más la atención después de la muerte de Jackson en 2009. Algunos fragmentos de la canción parecen presagiar la muerte de la estrella como: "Un ataque al corazón, nena", "Cierra los ojos y volarás lejos". Hay una parte de la canción en el que todo el ruido está en silencio, y Jackson canta desesperadamente "Demerol, Demerol, ¡oh, Dios!, está tomando Demerol" con un sonido de piano en el fondo.

## Música
Morphine es una canción de rock industrial con una impresión funk. Jackson sorprendió a los críticos, porque era la primera vez que tocaba varios instrumentos e incluso se aventuró a hacer los arreglos orquestales de música clásica. Además de la disposición para el coro, interpretado por la antigua asociación con Andraé Crouch. Otro antiguo compañero de Jackson está presente, ya que el guitarrista Slash toca junto con Jackson. Morphine fue grabada en la etapa donde Jackson se estaba recuperando de su adicción a las drogas. La canción también contenía un audio de la película El hombre elefante.